# Nikolaj Nikolajevič Suchanov
Nikolaj Nikolajevič Suchanov (rusky Николай Николаевич Суханов; vlastním jménem rusky Николай Николаевич Гиммер; 9. prosince 1882, Moskva, Ruské impérium – 29. června 1940, Omsk, SSSR) byl sovětský ekonom, historik, novinář a také revolucionář – menševik, účastnící se tzv. Velké říjnové socialistické revoluce (VŘSR). Platí také za jednoho z nejznámějších dobových kronikářů VŘSR.

## Život a dílo
Narodil se roku 1882 jako Nikolaj Nikolajevič Gimmer (Николай Николаевич Гиммер), a to do moskevské rodiny německých Židů.
Jeho manželkou byla Galina Konstantinovna Flakserman (rusky Галина Константиновна Флаксерман).

### Publikační činnost (výběr)
K listopadu roku 2017 není v databázi Národní knihovny České republiky evidováno žádné dílo, přeložené z ruštiny do češtiny, z jeho celoživotní tvorby (např. Записки о революции).

## Zajímavost
Právě v bytě Suchanova při ulici Karpovka č. 32 se uskutečnila domovní schůzka Vladimira Iljiče Lenina s ostatními revolucionáři, mezi nimiž byli přítomní kupříkladu Lev Davidovičvič Trockij, Lev Borisovič Kameněv, Alexandra Kollontajová, Grigorij Jevsejevič Zinovjev a další, a to za účelem hlasování a dojednání poslední ozbrojené fáze tzv. Velké říjnové socialistické revoluce.